# 도이 도시카쓰
도이 도시카쓰(일본어: 土井利勝, 1573년 4월 19일 ~ 1644년 8월 12일)는 아즈치모모야마 시대의 무장, 에도 시대 전기의 후다이 다이묘이다. 에도 막부 쇼군 도쿠가와 히데타다의 중신으로 다이로, 로주를 역임하였다.
도이 도시마사(土井利昌)의 양자로 생부는 미즈노 노부모토(水野信元)로 알려져 있으나, 도쿠가와 이에야스의 사생아라는 설도 있다.
| 전임 (도이 도시마사) | 제1대 도이씨 종가 당주 1598년 ~ 1644년 | 후임 도이 도시타카 |

| 전임 (마쓰다이라 다다토시) | 오미가와 번 번주 (도이가) 1602년 ~ 1610년 | 후임 안도 시게노부 |

| 전임 오가사와라 요시쓰구 | 사쿠라번 번주 (도이가) 1610년 ~ 1633년 | 후임 이시카와 다다후사 |

| 전임 나가이 나오마사 | 제1대 고가 번 번주 (도이가) 1633년 ~ 1644년 | 후임 도이 도시타카 |